# Abelha-europeia

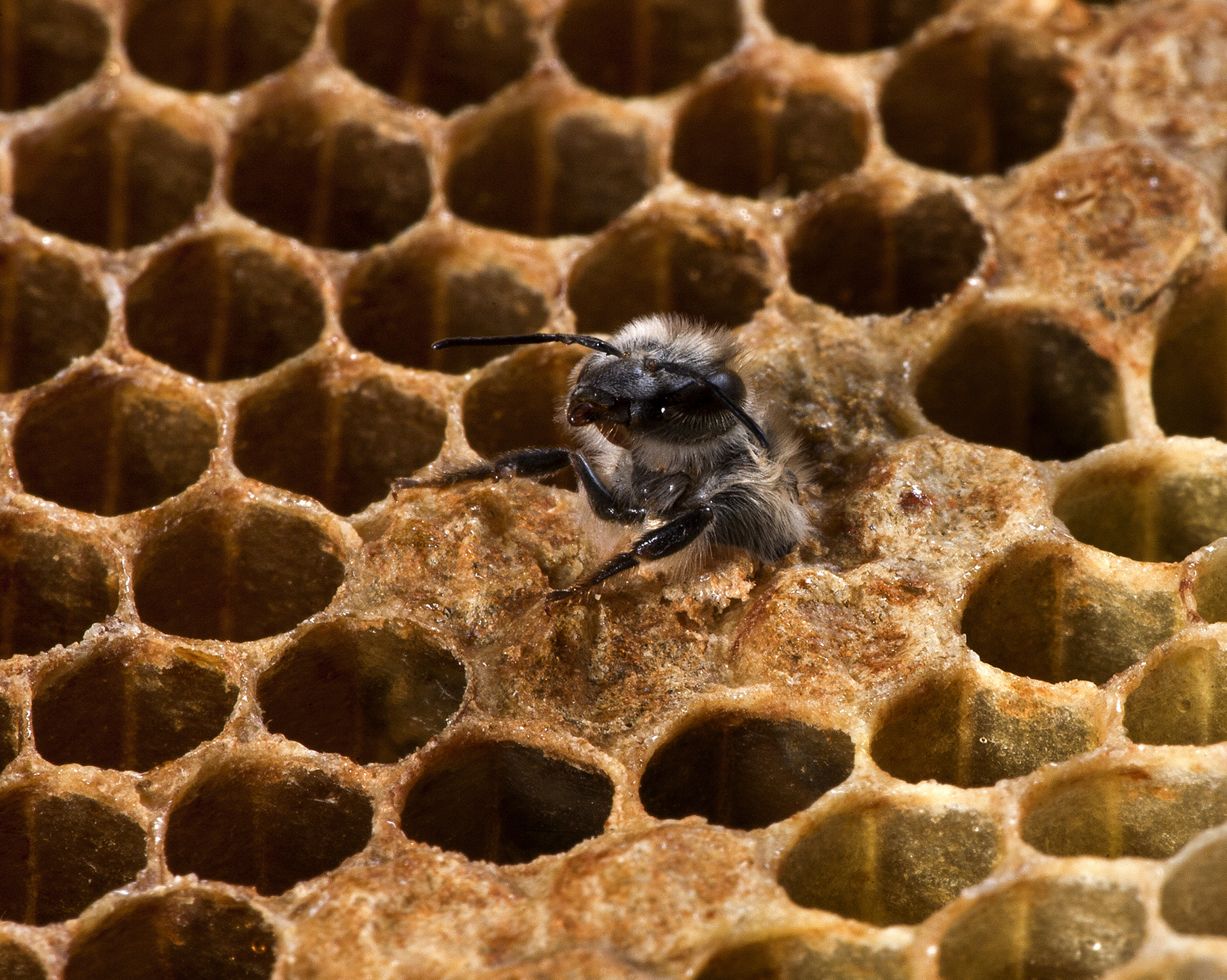
Nascimento de uma abelha

A abelha-europeia (Apis mellifera) é uma abelha social, de origem europeia, cujas obreiras medem de 12 mm a 13 mm de comprimento e apresentam pelos do tórax mais escuros. Também é chamada abelha-alemã, abelha-comum, abelha-da-Europa, abelha-de-mel, abelha-doméstica, abelha-do-reino, abelha-escura, abelha-Europa, abelha-preta e oropa. A abelha comum ocidental é originária da Ásia e da Europa e foi introduzida na América por ingleses e espanhóis. Vive em colónias permanentes, formadas por uma «rainha» ou «abelha-mestra» (no máximo, e excepcionalmente, duas), obreiras (entre 10 mil e 15 mil) e entre 500 e 1 500 zangões, que são os machos. As fêmeas diferenciam-se dos zangões (machos) por possuírem ferrão.
As abelhas vivem em colmeias, que podem ser artificiais ou naturais. Em seu interior, as obreiras usam cera para construir os favos (formados por células em forma de prisma hexagonal), onde armazenam mel e pólen para alimentar tanto as larvas como os insetos adultos.
A rainha ocupa-se exclusivamente de pôr ovos: cerca de 3 mil por dia. Quando a colmeia necessita de uma fêmea fecunda, as obreiras constroem um alvéolo maior, onde são depositados os ovos fecundados. As larvas desses ovos recebem uma alimentação especial e convertem-se em rainhas. Como em cada comunidade só pode haver uma rainha, gera-se uma «disputa pelo poder», sendo as vencidas expulsas da colmeia.
Os zangões são os elementos improdutivos da colónia, e a sua principal função é fecundar a rainha.
Normalmente, todos os anos, cada colónia libera um ou mais enxames, sempre contendo uma rainha que se instala noutro lugar, com abundância de flores, onde funda uma nova colónia. É assim que a espécie se propaga.
Foi introduzida no Brasil em 1839, para suprir apiários na produção de mel e cera.

## Subespécies
A abelha Apis mellifera Linnaeus, 1758 distribui-se naturalmente na África, Médio Oriente e Europa e artificialmente por outros continentes. Essa espécies divide-se em mais de 24 subespécies que estudos moleculares e morfológicos possibilitaram agrupar em 4 linhagens evolutivas (A, M, C, O). As linhagens A incluem as subespécies que ocorrem em África e O no Médio Oriente, as linhagens C e M incluem as subespécies europeias. Na Península Ibérica ocorreu uma hibridação natural entre as linhagens A e M, a subespécie Apis mellifera iberiensis.
Europa

Distribuição das subespécies de abelhas na Europa

- Apis mellifera caucasia (Abelha-caucasiana)
- Apis mellifera ligustica (Abelha-italiana)
- Apis mellifera mellifera (Abelha-alemã)
- Apis mellifera carnica
- Apis mellifera remipes
- Apis mellifera iberiensis ou Apis mellifera iberica
- Apis mellifera cecropia
- Apis mellifera cypria
- Apis mellifera ruttneri
- Apis mellifera sicula

África
- Abelha-africana (Apis m. scuttelata)
- Apis mellifera capensis
- Apis mellifera monticola
- Apis mellifera sahariensis
- Apis mellifera intermissa
- Apis mellifera major
- Apis mellifera adansonii
- Apis mellifera unicolor
- Apis mellifera lamarckii
- Apis mellifera litorea
- Apis mellifera nubica
- Apis mellifera jemenitica

Ásia (Médio Oriente)
- Apis mellifera macedonica
- Apis mellifera meda
- Apis mellifera adamii
- Apis mellifera armeniaca
- Apis mellifera anatolica
- Apis mellifera syriaca
- Apis mellifera pomonella

- Commons
- Wikispecies